# Damián Musto
Damián Marcelo Musto ou somente Damián Musto (Casilda, 9 de junho de 1987) é um futebolista argentino que atua como volante, atualmente joga pelo Fútbol Club Cartagena 

## Carreira

### Início
Musto começou no time juvenil do Quilmes em 2005, proveniente do Club Atlético Alumni, time da sua cidade natal. Estreou profissionalmente durante o Campeonato Argentino de 2006-07, tendo sido rebaixado naquela temporada.
Em 2008, Musto transferiu-se para o Atlético Tucumán, jogando a Primera B Nacional. Tendo um estilo de marcação forte, estilo de jogo que pode ser comparado ao de Pablo Guiñazú, ídolo de Musto e do torcedor do Sport Club Internacional. Foi titular os dois anos que jogou no clube e foi peça importante pra que o time subisse para a primeira divisão.
Em 13 de julho de 2010, Musto assinou contrato com o clube Spezia, que à época jogava a Terceira Divisão Italiana. Em seguida, voltou ao seu país para jogar no  Olimpo.

### Rosario Central
Em 29 de julho de 2015, Musto foi emprestado ao Rosario Central por 18 meses, com uma cláusula de compra. Ele estreou no clube em 9 de agosto, em uma vitória por 3 a 1 contra o ex-clube Quilmes.

### Tijuana
Em 3 de julho de 2017, Musto transferiu-se ao Tijuana por 2 milhões de dólares em um contrato de três anos. Musto marcou seu primeiro gol pelo clube mexicano em 25 de agosto de 2017, sendo esse o gol da vitória de 2 a 1, marcado aos 42 do segundo tempo contra o CF Pachuca.

### Huesca
Em 14 de julho de 2018, Musto foi emprestado ao SD Huesca da La Liga por uma temporada, com uma cláusula de compra obrigatória.

### Internacional
A pedido de Eduardo Coudet, com quem trabalhou no Rosario Central, Musto é contratado pelo Internacional por empréstimo de um ano. No colorado, usará a camisa 5, já usada no clube pelo seu ídolo Pablo Guiñazú.